# Исчезнувший экстренный поезд
«Исчезнувший экстренный поезд» (англ. The Lost Special) — короткий рассказ Артура Конан Дойля, впервые опубликованный как часть серии Round the Fire в журнале The Strand Magazine в августе 1898 года. Подразумевается, что это история о Шерлоке Холмсе, хотя его имя напрямую не называется. История изложена от третьего лица, но личность рассказчика также не раскрывается.

## Сюжет
История касается странного исчезновения нанятого в частном порядке экстренного поезда на пути из Ливерпуля в Лондон 3 июня 1890 года; на поезде находились машинист, кочегар и кондуктор, а также двое пассажиров из Южной Америки. Было подтверждено, что поезд прошёл станцию Кеньон, но не дошёл до следующей станции — Бартон-Мосс. Единственными уликами оказывается тело машиниста, найденное рядом с железнодорожными путями неподалёку от Кеньона, и письмо из США, отправленное членом экипажа пропавшего поезда. Властям не удается обнаружить никаких следов поезда. В рассказе цитируется письмо в «Таймс» от «довольно известного в те времена дилетанта-логика», и по стилю письма можно предположить, что его автором является Шерлок Холмс. Этот «признанный в таких вопросах авторитет» предполагает, что поезд и его пассажиры были уничтожены криминальным синдикатом вроде «Каморры», и указывает на одну из неиспользуемых колей близлежащих заброшенных шахт. Предложение встречает бурные возражения, но никто не может предложить альтернативы. Тем не менее, уполномоченные власти не следуют предложению, а публика, увлеченная разгорающимися политическими скандалами, не высказывает к инциденту интереса. Восемь лет спустя выдающийся преступник Эрбер де Лернак, приговоренный в Марселе к смертной казни, признается в совершенном преступлении, открывая детали, которые лишь немногим отличаются от предположения сыщика-любителя. Эрбер скрывает имена своих нанимателей в признании, но угрожает опубликовать их, если ему не будет даровано помилование.